# Staurogyne sesamoides
Staurogyne sesamoides är en akantusväxtart som först beskrevs av Hand.-mazz., och fick sitt nu gällande namn av Brian Laurence Burtt. Staurogyne sesamoides ingår i släktet Staurogyne och familjen akantusväxter. Inga underarter finns listade i Catalogue of Life.